# Taquet de tabulation
Pour les articles homonymes, voir tabulation.

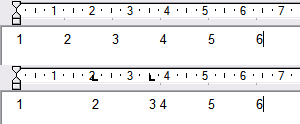
Exemple d'utilisation des taquets de tabulations dans un traitement de texte.

Le taquet de tabulation sur une machine à écrire est l'emplacement où le chariot s'arrête. Le taquet est placé manuellement et la touche de tabulation permet de sauter au prochain taquet de tabulation. En bureautique, le même concept est utilisé avec des taquets de tabulation fixes, ou ajustable dans les logiciels de traitement de texte.
Il existe dans la plupart des logiciels de traitement de texte 4 modes de taquets de tabulation : droit, gauche, décimal et centré. Ils provoquent respectivement l'alignement du texte tabulé à leur droite, leur gauche, sur la virgule ou le point d'un nombre et centré sur le taquet.